# Dear England
Dear England è un'opera teatrale del drammaturgo britannico James Graham, portata al debutto a Londra nel 2023.
La pièce ripercorre la storia di Gareth Southgate e della nazionale inglese durante tre momenti: i mondiali del 2018, la finale del campionato europeo di calcio 2020 e i mondiali del 2022

## Trama

### Atto I
Dopo le dimissioni di Sam Allardyce, Gareth Southgate viene nominato commissario tecnico in itinere della nazionale inglese. Southgate comincia quindi a formare una squadra con giocatori quali Harry Kane, Harry Maguire e Marcus Rashford. La sua prima grande innovazione è quella di invitare la psicologa Pippa Grange a unirsi al team, così che i giocatori si possano preparare al meglio non solo fisicamente, ma anche mentalmente. Con grande sorpresa di tutti, la nazionale migliora drasticamente, tanto da arrivare alle semifinali del campionato mondiale di calcio 2018 in Russia.

### Atto II
Southgate e Grange decidono di affrontare la paura ancestrale dei giocatori inglesi per i calci di rigore: questo è un tasto dolente per lo stesso Southgate, che agli Europei del 1996 aveva causato la sconfitta dell'Inghilterra alle semifinali sbagliando il rigore decisivo. Tuttavia, pressioni interne ed esterne cominciano a far sgretolare il morale della squadra, culminando con l'allontanamento di Pippa dal team. Temi come razzismo e mascolinità tossica cominciano a circolare nello spogliatoio, irrompendo negli europei del 2020 a causa dall'omicidio di George Floyd e dal movimento Black Lives Matter. Diversi calciatori, tra cui Rashford, cominciano ad utilizzare i social media per affrontare tematiche sociali. La nazionale continua ad avere problemi con i calci di rigore, che costeranno loro la finale degli europei del 2020 e l'eliminazione dai mondiali del 2022. Tuttavia, quando Kane sbaglia il rigore decisivo al mondiale, la squadra sarà lì per lui pronta a sostenerlo, come non era successo a Southgate oltre vent'anni prima.

## Debutto
La pièce ha avuto la sua prima mondiale nell'estate 2023, in cartellone al National Theatre dal 20 giugno all'11 agosto con la regia di Rupert Goold e Joseph Fiennes nel ruolo di Southgate. Il dramma è stato accolto entusiasticamente da pubblico e critica, tanto da essere riproposto immediatamente nel più capiente Prince Edward Theatre dall'ottobre 2023 al gennaio 2024. L'opera è stata candidata a nove Premi Laurence Olivier, il massimo riconoscimento del teatro britannico, vincendo il Laurence Olivier Award alla migliore nuova opera teatrale.

## Adattamenti
Nel febbraio 2024 la BBC ha annunciato che produrrà un adattamento televisivo della pièce con Fiennes nel ruolo di Southgate.